# Chromis nigrura
Chromis nigrura, thường được gọi là cá thia đuôi đen, là một loài cá biển thuộc chi Chromis trong họ Cá thia. Loài này được mô tả lần đầu tiên vào năm 1960.

## Phân bố và môi trường sống
C. nigrura có phạm vi phân bố tương đối rộng rãi ở vùng biển Ấn Độ Dương. Chúng được tìm thấy từ vùng duyên hải Đông Phi, bao gồm Madagascar và các nhóm đảo xung quanh, trải dài đến quần đảo Maldives ở phía đông. Ngoài ra, loài này còn được ghi nhận tại quần đảo Cocos (Keeling) và đảo Giáng Sinh của Úc. C. nigrura sống xung quanh những rạn san hô xa bờ ở độ sâu khoảng 1 – 30 m.

## Mô tả
C. nigrura trưởng thành dài khoảng 6 cm. Cơ thể có màu nâu với những hàng chấm màu xanh lam được tạo bởi các lớp vảy. Vây hậu môn có màu xanh lam đặc trưng. Vây lưng có viền màu xanh sáng. Thùy đuôi có viền màu đen; vây đuôi màu vàng. Trong tiếng Latin, nigro có nghĩa là "màu đen", còn oura nghĩa là "đuôi", ám chỉ 2 dải viền màu đen trên đuôi của nó.
Số ngạnh ở vây lưng: 12; Số vây tia mềm ở vây lưng: 10 - 11; Số ngạnh ở vây hậu môn: 2; Số vây tia mềm ở vây hậu môn: 11; Số vây tia mềm ở vây ngực: 18 - 19.
Thức ăn của C. nigrura là những sinh vật phù du. Chúng thường bơi thành các nhóm nhỏ. Cá đực có tập tính bảo vệ và chăm sóc những quả trứng.